# Berthe Seroen
Berthe Seroen   (27 de novembre de 1882 - 17 d'abril de 1957) va ser una cantant (soprano) belga i professora de cant.

## Biografia
Berthe Seroen va prendre classes de música al Conservatori Municipal de Malines i va debutar durant un concert d'homenatge per al compositor i director del conservatori de Malines, Gustaaf van Hoey. Va estudiar al Reial Conservatori de Brussel·les amb la professora de cant, la Sra. Cornelis Servais, i amb Henri Séguin i Dyna Beumer. Va donar diversos concerts a Bèlgica i França i va debutar el 1908 a la "Royal Flemish Opera" d'Anvers. Seroen va romandre associada amb aquesta empresa durant sis anys. Entremig, també va cantar diversos papers de Wagner al "Royal Theatre of Monnaie" de Brussel·les. El 1909 va fundar una escola de cant privada a Malines.
El 1914 va fugir als Països Baixos a causa de la Primera Guerra Mundial, on es va casar amb l'arquitecte Gerard Mastenbroek, conegut pels seus dissenys per al Cinema Royal i altres cinemes d'Amsterdam. Als Països Baixos, Berthe Seroen només ha actuat a l'escenari de l'òpera dues vegades; va passar de l'òpera a la cançó clàssica. Amb Evert Cornelis va trobar una parella permanent de piano. Junts van introduir al públic holandès la música de compositors francesos com Ernest Chausson, Gabriel Fauré, Henri Duparc, Claude Debussy i Maurice Ravel i flamencs com August de Boeck, Paul Gilson i Jan Blockx. Com a director permanent de l'Orquestra Municipal d'Utrecht (USO), Cornelis la va dirigir al que llavors era Tivoli a La damoiselle élue de Debussy i Shéhérazade de Ravel. També va representar en concert l'òpera Pelléas et Mélisande de Debussy amb Berthe Seroen en el paper de Mélisande. La col·laboració amb Cornelis va durar del 1915 al 1929. Després d'ell, Willem Pijper es va oferir com a acompanyant. Després va canviar la seva atenció cap a cançons més modernes d'entre d'altres Stravinski, Berg, Webern i Bartók i holandesos com Alphons Diepenbrock, Sem Dresden i el mateix Pijper. A més, sempre va mantenir en el seu repertori els grans compositors de cançons en llengua alemanya com Franz Schubert, Robert Schumann, Johannes Brahms i Hugo Wolf. Quan Pijper va començar a centrar-se més en la composició després del 1932, Phons Dusch es va convertir en la seva parella de piano.
A partir del 1927 també va començar a ensenyar de nou. Va ser nomenada el 1930 al Conservatori de Rotterdam de llavors establert i, a partir del 1937, també al Conservatori d'Utrecht i Amsterdam. Entre els alumnes de Seroen hi havia Erna Spoorenberg, Jenny Gilliams i Ellen de Thouars.

## Estrenes
- Du Printemps (Max Vredenburg), 1952 (text Jean-Antoine de Baïf)
- Reinaert de Vos (August De Boeck)
- Cançó d'amor (Jan Blockx)
- El ferrer de la pau (Julius Schrey)
- Shylock (Flor Alpaerts)